# Трегубов, Натан Наумович
Натан Наумович Трегубов (26 июля 1934—1983) — известный ленинградский архитектор и художник, автор разнообразных проектов и построек.

## Биография
Натан Наумович Трегубов окончил Институт им. И. Е. Репина в Ленинграде (1959), где его педагогом был Е. А. Левинсон

## Избранные проекты и постройки
- Станция метро «Петроградская» в Ленинграде (в составе коллектива, 1963)
- Кинотеатр «Буревестник» в Ленинграде (1965)
- Институт торговли на Институтском проспекте в Ленинграде (1968)
- Санатории в Дюнах и Алупке (1970-е)
- Типовой проект кинотеатра для Ленинграда (в составе коллектива)
- Медицинские здания (1970-1980-е) в Ленинграде и области:
  - незавершенный комплекс ГИДУВа (института усовершенствования врачей) на проспекте Просвещения
  - больнично-поликлинический комплекс на Гражданском проспекте
  - клиника глубоких микозов ГИДУВа
  - детская инфекционная больница в Купчине
- Детский санаторий «Дюны» и санаторий «Зеленый мыс» в Алупке